# Kotiranta (district de Vaasa)
Le district de Kotiranta  (finnois : Kotirannan suuralue) est l'un des douze districts de Vaasa en Finlande.

## Description
En fin 2017, le district de Kotiranta compte 4 623 habitants (31 décembre 2017).
Il regroupe les quartiers suivants :
- Kustaala
- Kotiranta
- Metsäkallio
- Böle